# Federrico
Federrico (no Brasil: Kiko) é uma série de televisão venezuelana, produzida e transmitida pela Radio Caracas Televisión (RCTV) na Venezuela entre 1982 e 1983. Foi criada, roteirizada e protagonizada por Carlos Villagrán, após sair do elenco dos programas de Roberto Gómez Bolaños em 1979. A série também contou com o ator Ramón Valdés, que fez o Seu Madruga e outros personagens nos programas de Bolaños, no elenco. Mas, devido ao insucesso de Federrico, Ramón saiu da série após a primeira temporada. 
Foi a série de Carlos Villagrán de maior destaque em sua carreira solo. À principio, a série foi bem aceita pelo público venezuelano, mas acabou não obtendo o sucesso esperado, tendo durado apenas duas temporadas e tido 29 episódios no total. A série foi criticada por apresentar muitas semelhanças com o seriado El Chavo del Ocho (Chaves no Brasil), tanto nos roteiros quanto nos personagens, o que levantou suspeitas de plágio. Grande parte do público que assistiu Federrico disse que a série é uma cópia de El Chavo del Ocho.
A série teve um spin-off em 1984, chamado As Novas Aventuras de Federrico. 
Nessa fase, Kiko era o mais próximo do personagem que a gente conhece, mas mesmo assim era diferente. Ele usava um terninho branco de marinheiro, com os detalhes em vermelho. O chapéu era amarelo, a mãe dele era uma senhora baixinha e gorda e ele também tinha um amigo dentuço. Kiko morava em um apartamento. 

## A Série
A série mostra as aventuras de Kiko, um menino cujo verdadeiro nome é Federrico e que mora em uma vila, junto com seus amigos. Às vezes, Kiko e as outras crianças da vila também vão para uma escola. 

## No Brasil
No Brasil, o seriado foi exibido pela Rede Bandeirantes. Estreou em 25 de março de 1991.

## Personagens e semelhanças com El Chavo
Em muitos aspectos, a série possui semelhanças com El Chavo del Ocho. Uma delas é por também se passar numa vila. O Kiko, personagem de Carlos Villagrán na série, é praticamente o mesmo Quico de El Chavo del Ocho, a única diferença é que, por questões legais, o personagem passou a se escrever "Kiko" em vez de "Quico" e usa uma roupa branca. Outro personagem é o Don Moncho, interpretado por Ramón Valdés. Don Moncho é um homem que mora na mesma vila que Kiko, não gosta de trabalhar e não paga o aluguel, praticamente igual ao Seu Madruga, a única diferença é que em Federrico o personagem não tem filhos. Na série, Kiko é filho da Dona Carlota, uma vendedora muito irritada e que não gosta do Don Moncho, semelhante a Dona Florinda. Kiko também tem quatro amigos: Pichico (um menino gordo, semelhante ao Nhonho), Marucha (uma menina que apronta travessuras, semelhante a Chiquinha), Patty (uma menina que anda com uma boneca e que é meio tonta, semelhante a Pópis) e Yoyo (um menino pobre, órfão e vagabundo, semelhante ao Chaves). As crianças também tem uma professora chamada Milagros, que é semelhante ao Professor Girafales e que dá as aulas para as crianças na escola. Há também o Don Salomón, o pai de Pichico e dono da vila, que sempre vem cobrar o aluguel, sendo muito semelhante ao Senhor Barriga - mas Don Salomón é magro, enquanto o Senhor Barriga é gordo. Além disso, Don Salomón é namorado da Dona Carlota, assim também fazendo em parte o papel do Professor Girafales.   